# Michael Wittmann
Michael Wittmann (Vogelthal, 22 de abril de 1914 — Saint-Aignan-de-Cramesnil, 8 de agosto de 1944) foi um oficial alemão que serviu durante a Segunda Guerra Mundial, condecorado com a Cruz de Cavaleiro da Cruz de Ferro.
Foi-lhe creditada a destruição de 138 tanques e 132 armas anti-tanque, juntamente com um número desconhecido de outros veículos blindados, fazendo dele um dos maiores ases panzer da Alemanha, juntamente com Johannes Bölter, Ernst Barkmann, Otto Carius e Kurt Knispel, que foi o maior de todos, com a marca de 168 tanques destruídos.
As circunstâncias por trás da morte Wittmann têm causado algum debate e discussão ao longo dos anos, mas tem sido historicamente aceite que o soldado Joe Ekins, atirador de um Sherman Firefly da 1ª Northamptonshire Yeomanry, como responsável. No entanto, nos últimos anos, alguns comentaristas sugeriram que membros da Regimento canadense Les Fusiliers de Sherbrooke poderiam ter sido os responsáveis por sua morte.
Uma das façanhas de Wittmann foi uma emboscada aos elementos da British 7 Armoured Division, durante a Batalha de Villers-Bocage em 13 de junho de 1944. Ao comando de um único tanque Tiger, ele destruiu 14 tanques e 15 transportes de pessoal, juntamente com 2 armas anti-tanque no espaço de 15 minutos.

## Vida e carreira
Michael Wittmann nasceu em 22 de abril de 1914 na aldeia de Vogelthal na Oberpfalz região de Baviera. Ele era o segundo filho de Johann Wittmann agricultor local e de sua esposa Ursula. Em fevereiro de 1934, Wittmann juntou-se ao Serviço Voluntário Trabalho, o FAD (que mais tarde se tornou o RAD) e em 30 de outubro de 1934 entrou para o exército alemão. Ele foi designado para o 19 Regimento de Infantaria com sede em Frisinga por Munique, eventualmente chegando ao posto de Gefreiter (NATO Rank Code OR-2). Em outubro de 1936, Wittmann com 22 anos de idade ingressou na Allgemeine-SS. Em 5 de Abril de 1937, ele foi designado para o regimento principal, depois da divisão Leibstandarte-SS "Adolf Hitler" (LSSAH) e recebeu a classificação SS-Mann. Um ano depois, ele participou da ocupação de Áustria e da Região dos Sudetas com um pelotão de carros blindados. Em 1 de Março de 1944, Wittmann casou com Hildegard Burmester em Lüneburg.

## Segunda Guerra Mundial

### No início Guerra
A sua primeira experiência de acção veio na Invasão da Polónia, seguida pela Batalha de França servindo como um membro de uma unidade de reconhecimento. Serve como comandante do novo caça-tanques
StuG III durante a Campanha dos Balcãs (Segunda Guerra Mundial) na Operação "Marita" lançada no dia 6 de abril de 1941 em que Leibstandarte SS Adolf Hitler (LSSAH) capturou a capital da Grécia formando a "ponta de lança", ao lado do 9. Panzer-Division (Wehrmacht), avançando por terras helénicas. Após três semanas de campanha, a Alemanha nazi havia conquistado a Grécia. Depois disto, Wittmann e sua unidade seriam enviados para a Checoslováquia para uma remodelação.

### Frente Leste

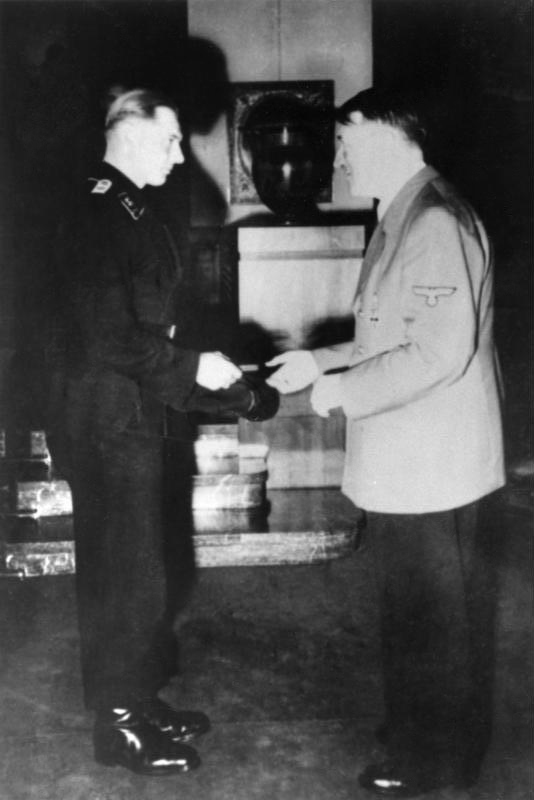
Wittmann receber as Espadas para sua Cruz de Cavaleiro da Cruz de Ferro de Adolf Hitler.

Wittmann logo foi enviado para Frente Leste para participar da invasão da União Soviética. Inicialmente, ele serviu como comandante de um tanque StuG III e já aqui demonstrava enorme aptidão de comando de blindados.
Depois de frequentar a SS-Junkerschule (escola de cadetes das SS), em Bad Tölz, Baviera, de 4 de junho a 5 setembro 1942, foi promovido a SS-Untersturmführer (segundo-tenente).
Terá sido por esta altura, em finais de 1942 que Wittmann conhece Balthasar "Bobby" Woll, um dos melhores artilheiros de tanques, que em equipa com Wittmann  contribuiu definitivamente para o aumento do seu sucesso a partir daqui.
Retornando para a Frente Leste como Oficial, Wittmann seria transferido para o Regimento Panzer SS 1, uma unidade de tanques com a nova patente de SS-Untersturmführer (segundo-tenente), onde ele comandou um tanque Panzer III. Em 1943, ele comandou um Tiger I e pelo tempo do Batalha de Kursk (Operação Cidadela), ele já era um líder de pelotão. Em 14 de Janeiro de 1944, foi agraciado com a Cruz de Cavaleiro da Cruz de Ferro e em 30 de janeiro com a Cruz de Cavaleiro da Cruz de Ferro com Folhas de Carvalho por sua excelência em batalha. Por esta altura, tinha destruído 88 tanques inimigos e um número significativo de outros veículos blindados.
No livro "Michael Wittmann and the Tiger Commanders of the Leibstandarte" de Patrick Agte, refere que nos 5 dias de Batalha de Kursk (Operação Cidadela), Wittmann destruiria "pelo menos" 30 tanques T-34. Terá destruído ainda inúmeras peças de artilharia e outros veículos blindados.

### Normandia

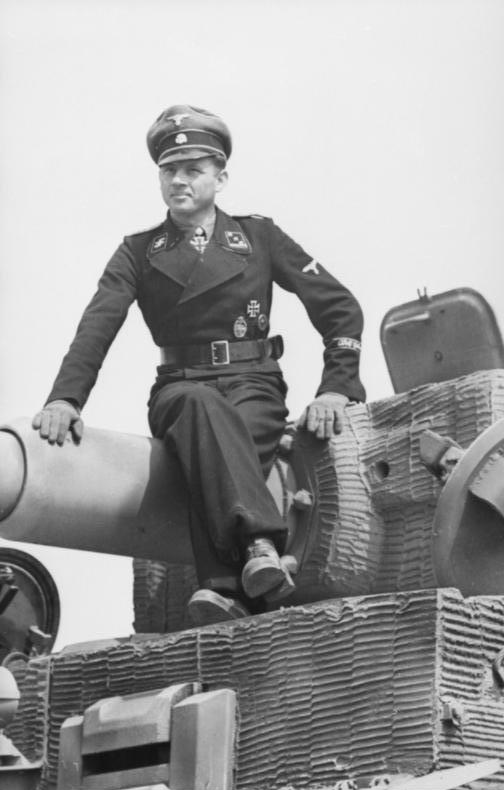
Michael Wittman fotografado um mês antes da Operação Overlord

Em Abril de 1944, a Companhia "Tiger" LSSAH foi transferida para o Batalhão Schwere SS-Panzerabteilung 101.  Esse batalhão foi designado para a I. SS-Panzerkorps e nunca foi permanentemente ligado a qualquer Divisão ou Regimento dentro do Corpo.[carece de fontes?] Wittmann comandou a 2 ª Companhia do Batalhão e ocupou o posto de SS-Obersturmführer (primeiro-tenente).  Após a Invasão da Normandia, o Batalhão foi ordenado para se deslocar de Beauvais para a Normandia em 7 de junho, um movimento que foi concluída em 12 de junho depois de 5 dias de marcha.

#### Batalha de Villers-Bocage
Devido aos avanços do Reino Unido e Estados Unidos a partir de Gold Beach e Omaha Beach, a 352ª Divisão de Infantaria do Exército Alemão começou a retirar; como se retirou para Sul, abriu uma brecha de 12 km nas linhas alemãs perto de Caumont-l'Éventé. Sepp Dietrich ordenou a sua única reserva, o Schwere SS-Panzerabteilung 101, posicionar-se atrás do Panzer-Lehr-Division e 12ª Divisão Panzer SS Hitlerjugend para cobrir seu flanco aberto na esquerda.  Antecipando a importância que os britânicos iriam atribuir ao terreno alto perto Villers-Bocage, a Companhia de Wittmann foi posicionada perto da cidade.
Aos britânicos da 7 Armoured Division (Reino Unido) foi atribuída a tarefa de explorar a brecha nas linhas alemãs e à captura de Villers-Bocage e uma colina próxima, o "Ponto 213".  Os britânicos ocuparam a cidade e a colina durante a manhã de 13 de junho.  As forças de Wittmann consistiam em 5 tanques, dos quais 2 foram danificados.  Ele ficou surpreso ao descobrir os britânicos na área de Villers Bocage, muito mais cedo do que se esperava.  Mais tarde, ele declarou:
 Não tive tempo para reunir a minha Companhia, em vez disso eu tinha que agir rapidamente, porque eu tinha que assumir que o inimigo já me tinha visto e me iria destruir. Eu saí com um tanque e passei a ordem para os outros de não recuar um único passo e para manter as suas posições.
Por volta da 09h00 o Tiger  de Wittmann surgiu na estrada Route Nationale 175 e atacou e destruiu os tanques britânicos mais recuados no Ponto 213.  Wittmann, em seguida, mudou-se para Villers-Bocage  atacando vários veículos de transporte estacionados ao longo da estrada, deixando-os em chamas.  Movendo-se para o extremo Leste de Villers-Bocage, Wittmann atacou um número de tanques ligeiros e de seguida vários tanques médios.  Alertado para ações de Wittmann, os britânicos rapidamente retiraram os seus tanques ligeiros estacionados no centro da cidade para fora da estrada, fazendo avançar para a refrega mais tanques médios . Entretanto, Wittmann tinha destruído mais um tanque britânico ,  2 tanques de observação de artilharia (OP) e um carro batedor semi-lagartas.
Opiniões divergem quanto ao que aconteceu em seguida. Historiadores registaram que, após a destruição dos tanques OP, Wittmann enfrentou sem sucesso um Sherman Firefly antes de retirar. O Tiger continuou para leste da periferia da cidade antes de ser imobilizado por uma arma anti-tanque. No entanto Wittmann, afirma que seu tanque foi desactivado por uma arma anti-tanque no centro da cidade.

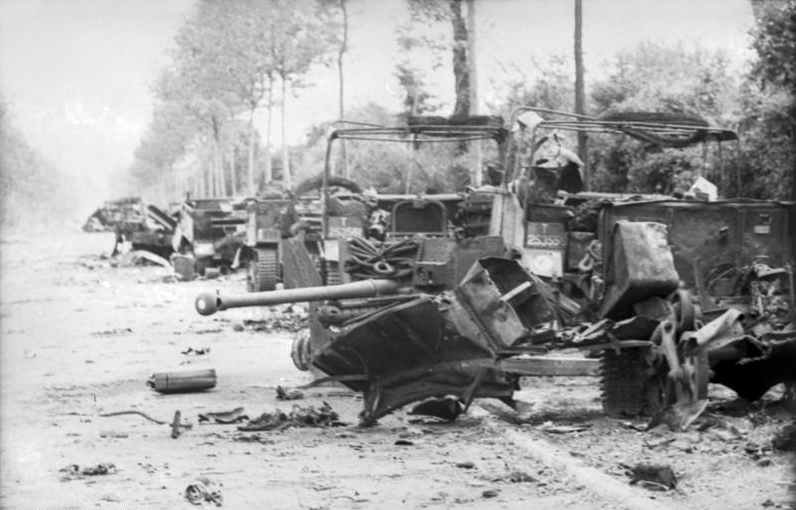
alt = linha Vários veículos foram destruídos na estrada. A arma destruída metal, trançado e detritos ocupar o primeiro plano

Em menos de 15 minutos, 13 ou 14 tanques, duas armas anti-tanque e 13 ou 15 veículos de transporte havia sido destruídos pelo Batalhão SS-Panzer 101, a grande maioria atribuída a Wittmann 
Contudo Wittmann não iria desempenhar mais nenhum papel na Batalha de Villers-Bocage. Pelas suas ações durante a batalha, Wittmann foi promovido a SS-Hauptsturmführer (capitão) e acrescentadas  "Espadas" à sua Cruz de Cavaleiro da Cruz de Ferro.
O historiador Wolfgang Schneider põe em causa a capacidade táctica de Wittmann, alegando que "um comandante de companhia competente não acumula tantos erros graves". Schneider também critica Wittmann quanto à disposição das suas forças antes da batalha por ter colocado os seus Tiger numa depressão e um desses Tiger com problemas de motor, à cabeça da coluna dificultando a mobilidade da sua unidade arriscando ainda bloquear toda a Companhia. No entanto, Schneider embora reconheça a coragem Wittmann, ele ressalva que tal acção "vai contra todas as regras". Nenhuma informação foi recolhida previamente, e não havia "concentração de forças" no ataque. Schneider afirma que por causa das ações Wittmann, "a maior parte das forças britânicas, avançou contra um inimigo que tinha passado para a defensiva". Ele considera o avanço de Wittman de insensato e afirma que "tal pressa era desnecessária". Schneider defende ainda que se tinha Wittmann tivesse preparado um assalto envolvendo o resto de sua Companhia os resultados seriam muito melhores. Ele conclui acções deste género iriam custar a vida de Wittmann a 8 de agosto de 1944, perto de Gaumesnil, durante um ataque lançado casualmente em campo aberto com um flanco exposto".

## Morte
A cidade e o terreno alto nos seus arredores tinham sido capturados poucas horas antes, por forças anglo-canadianas durante a Operação Totalize. Wittmann decidiu participar no ataque pois acreditava que o comandante da Companhia que liderava o ataque, era demasiado inexperiente.
Um grupo de sete tanques Tiger da Schwere SS-Panzerabteilung 101, apoiado por vários outros tanques, foi emboscado por tanques do A Squadron, 1 Northamptonshire Yeomanry, um A Squadron, o Sherbrooke Fuisilier Regimento, e B Squadron, the 144 Royal Armoured Corps.
Pensava-se que os disparos mortíferos teriam vindo de um Sherman Firefly da "3 Troop", A Squadron, 1st Northamptonshire Yeomanry" (Comandante: Sargento Gordon; Atirador: Soldado Joe Ekins), posicionado numa floresta chamada Delle de la Roque no flanco direito dos Tiger cerca das 0:47.
Ao que parece, os projecteis penetraram o casco superior do tanque atingindo o paiol do Tiger, causando-lhe um incêndio e explodindo a torre.
| Nome                                | Função            | Idade   |
| ----------------------------------- | ----------------- | ------- |
| SS-Sturmmann Rudolf "Rudi" Hirschel | Operador de Rádio | 20 anos |
| SS-Unterscharführer Henrich Reimers | Motorista         | 20 anos |
| SS-Unterscharführer Karl Wagner     | Observador        | 24 anos |
| SS-Sturmmann Günther Weber          | Carregador        | 20 anos |
| SS-Haupsturmfuhrer Michael Wittmann | Comandante        | 30 anos |

### Outras reivindicações
Para um oficial inferior, tem havido bastante especulação em torno da sua morte. No momento da sua morte, embora desconhecido para a maioria dos soldados Aliados, Wittmann era já conhecido na Alemanha.
Em 1985, a edição 48 da ”After the Battle Magazine”  foi publicada, contendo um artigo sobre a última batalha de Michael Wittmann. Nesta edição, Les Taylor, outro membro da Northamptonshire 1 Yeomanry, afirmou que Joe Ekins foi o homem que foi responsável pela morte de Wittmann.
A Polish 1st Armoured Division, o 4th Canadian (Armoured) Division, o 144 Regiment Royal Armoured Corps e o RAF Second Tactical Air Force também alegam ter matado Wittmann. No livro de Brian Reid "No Holding Back", sobre a Operation Totalize, contém um apêndice inteiro dedicado à morte de Michael Wittmann, em que essas afirmações são completamente desacreditadas.
Um exame dos diários das divisões blindadas envolvidas revelou que elas estariam a Norte de St. Aignan de Cramesnil, longe demais para estarem envolvidos na destruição do blindado alemão. Uma investigação também descartou o 144 Regiment, embora eles tenham participado na refrega, mas estando eles posicionados em torno Cramesnil, estariam fora do alcance efectivo para o tanque de Wittmann. O Regimento alegou originalmente ter destruído 2 Tiger durante o contra-ataque alemão. No entanto, seu comandante mudou essa alegação para 1 Tiger e 1 Panzer IV.
A principal fonte de controvérsia em torno desaparecimento Wittmann vem de a alegação de que ele foi morto quando um foguete RP-3 de um Hawker Typhoon da Royal Air Force atingiu o seu tanque.
Este mito, originado pela propaganda alemã, declarou que Wittmann tinha caído em combate às mãos dos temidos caça-bombardeiro. Este foi ainda mais reforçada quando um civil francês, Serge Varin, que tirou a única foto conhecida do Tiger destruído, afirmou que na sua opinião que o tanque fôra destruído por um ataque aéreo. Ele disse que tinha encontrado um foguete não-detonado nas proximidades e não conseguia ver mais nenhum buraco de penetração além dos existentes no casco superior. No entanto, alguns relatos descrevem isso como um orifício de saída e o motor estaria intacto e não danificado por qualquer explosão.
Brian Reid também desacreditou esta explicação depois de examinar os relatórios da RAF Second Tactical Air Force. Reid refere não há nenhuma reivindicação terem destruído ou atacado qualquer tanque na área durante a batalha. Conclui ainda:

"... Os únicos tanques reclamados por caças Typhoon, foram em missões de reconhecimento armado em áreas longe da batalha real. Portanto Wittmann e sua tripulação certamente não foram vítimas de um ataque a partir do ar."

Reid também observa que Kurt Meyer, o comandante da divisão do 12. SS Panzer Divisão "Hitlerjugend", que havia ordenado a Schwere SS-Panzer-Abteilung 101 para o contra-ataque,

"... Fez questão de ressaltar a falha dos Aliados em usar seus caças na manhã do dia 8 de agosto."

Também não há evidência para apoiar que qualquer outra aeronave fora da RAF Second Tactical Air Force tenha atacado o tanque.
A parte final da prova, o que exclui um ataque aéreo sobre a tanques alemães, vem de um testemunho ocular. Tripulantes de tanques e outros membros da SS-Panzer Schwere-Abteilung 101, tais como Alfred Bahlo, Dollinger Hans, Hans Höflinger e dos Aliados Doutor Rabe, tal como Capitão Boardman, Soldado Ekins e Major Radley-Walters terem todos declarado em entrevistas (bem como outros meios de comunicação como cartas) que os tanques Tiger foram atacados sem mencionar nenhum ataque aéreo.

### Reivindicações mais recentes
Brian Reid, exclui todos os supostos "caçadores" à exepcção de Joe Ekins. Mas Brian Reid, considera uma nova possibilidade. Havia um outro Regimento blindado muito mais próximo do tanque de Wittmann. Um Esquadrão do Sherbrooke Fusiliers Regiment, 2nd Canadian Armoured Brigade, comandado pelo Major Sydney Radley-Walters, posicionado no castelo em Gaumesnil.
Esta área, a Sul do "Colina 112", é paralela com a floresta de Delle la Roque onde se posicionava o tanque Firefly de Joe Ekins. Nessa época este Regimento era composto de vários Sherman III e 2 Sherman VC, cujos tripulantes haviam criado buracos para os canhões, no muro da propriedade onde estavam situados. A partir desta posição, com base no testemunho verbal dos tripulantes canadianos, eles dispararam sobre vários tanques (incluindo Tiger) e canhões auto-propulsionados que se deslocavam pela estrada principal e em terreno aberto para "Colina 112".
Reid é da opinião de que, a distância do tiro de Joe Ekins para abater tanque de Wittmann, seria superior à distância de tiro do Sherbrooke Fusiliers Regiment. Assim, devido à distância deste último e às provas encontradas, é mais do que provável que tenha ocorrido um combate de tanques e que o Sherbrooke Fusiliers Regiment seja o responsável pela morte de Wittmann.
Por causa das alterações dos pomares e dos campos agrícolas na área de combate desde 1944, existe dificuldade em estabelecer a exacta localização do Firefly de Ekin no início do combate e ainda mais difícil saber a posição do tiro fatal. O 1st Northamptonshire Yeomanry estaria a 1000m ou 1200m de distância, enquanto os tanques canadianos estariam apenas a cerca de 500m. Estudos recentes colocam os tanques de Sherbrooke a uma distância de 140m e os ângulo de disparo de efectuados de trás do já removido muro Leste do Castelo, coincide exatamente com a área de danos do Tiger de Wittman, no compartimento do motor, lado esquerdo. Não há registos oficiais canadianos para apoiar essa posição devido à destruição dos arquivos do Quartel-General do Regimento por uma bomba da USAAF.
Ken Tout, que por altura da Operação Totalize, era um membro do C Squadron da 1st Northamptonshire Yeomanry, publicou um relato pós-guerra da batalha sobre a morte de Wittmann. Tout creditou Joe Ekins pela morte de Wittmann, no entanto, ao pesquisar para o seu novo livro sobre este assunto, entrevistou ex-membros de um Sherbrooke Fusiliers Regiment. Neste livro, pela primeira vez, ele não atribui a morte de Wittmann ao 1st Northamptonshire Yeomanry e reconhece que outros regimentos estavam na área e tinham atacado os tanques alemães.
Com os Tiger apanhados no fogo cruzado entre o 1st Northamptonshire Yeomanry e o Sherbrooke Fusiliers Regimento, é compreensível que os dois Regimentos aleguem ter destruído o tanque.
A crença de que Ekins foi o responsável pelo tiro fatal de Wittman é que, se o Tiger de Wittman era um dos três Tiger envolvidos e destruídos por Ekins naquela tarde - um feito verdadeiramente notável para qualquer "tanquista"-, então quem é responsável por um dos três Tiger mais próximos da posição de Ekins?
Ele destruiu três Tiger e se um era de Wittman, alguém tinha que se envolver e destruindo um destes três Tiger a 800m da posição de Ekins. Não há nenhum registro ou reclamação por qualquer tanque aliado, para qualquer destes três tigres.
No apêndice de "No Holding Back", dedicado à morte Wittmann, há um mapa topográfico da área do combate, diagramas do tanque  e da localização dos danos no tanque de Wittmann.

### Local do enterro

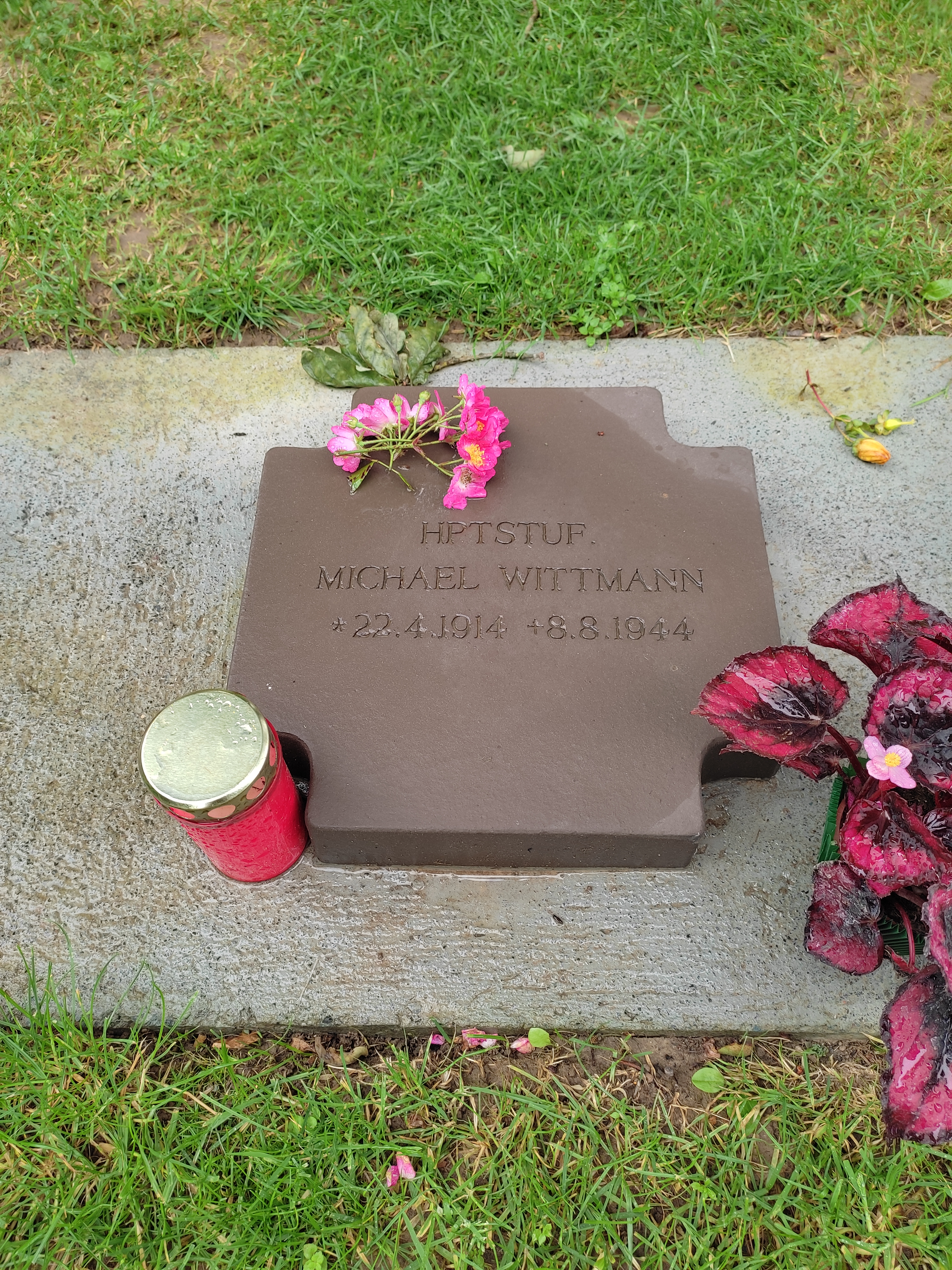
Lápide de Michael Wittmann. Cemitério de guerra alemão de La Cambe, Normandia, França.

A Comissão alemã das sepulturas de guerra, com a ajuda de veteranos da Schwere SS-Panzerabteilung 101 e dos autores de"Panzers in Normandy – Then and Now" Eric Lefevre e R. Cooke, localizaram Wittmann e sua tripulação numa sepultura não identificada, em 1983. Eles foram então exumados e enterrados juntos no cemitério de guerra alemão de La Cambe em França.

## Sumário da carreira

### Condecorações
- Cruz de Ferro (1939)
  - 2ª classe (12 de julho de 1941)
  - 1ª classe (8 de setembro de 1941)
- SS-Ehrenring
- Cruz de Cavaleiro da Cruz de Ferro (14 de janeiro de 1944)
  - Folhas de Carvalho (30 de janeiro de 1944)
  - Espadas (22 de junho de 1944)
- Distintivo de Ferido em Preto (20 de agosto de 1941)
- Distintivo Panzer em Prata (21 de novembro de 1941)
- Medalha Oriental
- Medalha dos Sudetos
- Medalha Anschluss
- Mencionado na Wehrmachtbericht (13 de janeiro de 1944)

### Promoções
- 1 de abril de 1937 – Mann (soldado)
- 11 de novembro de 1937 – Sturmmann (cabo)
- 20 de abril de 1939 – Unterscharführer (terceiro-sargento)
- 9 de novembro de 1941 – Oberscharführer (primeiro-sargento)
- 21 de dezembro de 1942 – Untersturmführer (segundo-tenente)
- 30 de janeiro de 1944 – Obersturmführer (primeiro-tenente)
- 21 de junho de 1944 – Hauptsturmführer (capitão)